# 大伊尔巴
大伊尔巴（羅馬化：Bolʹshaya Irba）是俄罗斯克拉斯诺亚尔斯克边疆区的市级镇，属库拉吉诺区，位于叶尼塞河流域内图巴河支流大伊尔巴河畔，地处克拉斯诺亚尔斯克边疆区南部，在区行政中心库拉吉诺东北、边疆区首府克拉斯诺亚尔斯克南方。
该地2021年人口有4,008人；2010年人口4,464；2002年人口5,027；1989年人口4,906。